# Nicola Sansone
Nicola Sansone (München, Bavaria, Germania, n. 10 septembrie 1991) este un fotbalist german de origine italiană. Joacă pe postul de atacant și actuala lui echipă este Lecce din Serie A.